# Medienneutrale Datenhaltung
Medienneutrale Datenhaltung ist ein Begriff aus der Medientechnik, der die medienunabhängige Speicherung von Dokumenten bezeichnet. Dieselben Daten dienen damit als Vorlage für verschiedene auszugebende Datenformate und Medienkanäle (Crossmedia).

## Verwendung
In Content-Management-Systemen werden die Seiten meist erst auf Abruf aus den zur Verfügung stehenden Daten generiert. Gebraucht werden medienneutrale Daten auch für Cross Media Publishing, in dem sie für die verschiedensten Medien wieder verwendet werden. Texte, Bilder oder andere Inhalte werden so bedarfsgerecht für Printmedien und verschiedene elektronische Medien wie Online-Dienste bereitgestellt.